# Cesare Lucchesini
Pour les articles homonymes, voir Lucchesini.
Cesare Lucchesini, né le 2 juillet 1756 à Lucques (République de Lucques) et mort le 16 mai 1832 dans la même ville, est un philologue et érudit italien.

## Biographie
Frère du marquis Girolamo, il nait à Lucques le 2 juillet 1756, fait ses études à Modène, à Reggio, puis à Rome, et s'occupe avec succès d'études littéraires, lorsqu'il est, en 1798, député au directoire, pour garantir la petite République de Lucques de l'invasion des armées républicaines. Le peu de succès de cette démarche le fait renoncer à toute espèce de fonctions publiques et le porte à cultiver la poésie, les belles-lettres et surtout la philologie, science dans laquelle il s'est fait un nom européen. Cesare Lucchesini meurt dans sa ville natale le 16 mai 1832.

## Œuvres
Ses ouvrages, sur des sujets très variés, s'élèvent au nombre de cent deux. Nous citerons : 1° Essai d'un vocabulaire de la langue prorençale ; 2° Institution d'économie civil ; 3° Essai sur l'histoire du théâtre italien dans le moyen âge, 1798 ; 4° Lettre à Micali sur quelques passages d'Homère, 1819 ; 5° Histoire littéraire du duché de Lucques ; 6° Origine du polythéisme ; des sources des langues anciennes et modernes, etc. Lucchesini est encore auteur d'un ouvrage ayant pour titre : Dell'illustrazione delle lingue antiche moderne e principalmente dell'italiana procurata nel secolo XVIII dagli italiani, LUCQUES, 1819, 2 vol. ; d'une dissertation sur l'alphabet grec primitif (1829). Ses Opere edite ed inedite ont été recueillies et publiées à Venise en 1833.